# Тёсей (уезд)
Уезд Тёсей (яп. 長生 郡, Chōsei-gun, англ. Chōsei District) — уезд, расположенный в префектуре Тиба, Япония. По состоянию на 1 июля 2021 года, население составляет 56175 человек, площадь 226.97 км², плотность 247 человек/км². Раньше в этот уезд входил весь город Мобара и небольшая часть города Исуми.

## География
Уезд Тёсей занимает центральную часть префектуры Тиба на востоке полуострова Босо и к западу от окружающего его Хребта Босо к равнине Кудзюкури. Восток района проходит вдоль широкого тихоокеанского побережья пляжа Кудзюкури. Река Ичиномия (37,3 км (23,2 мили)) берет начало с горного хребта Босо в Чонане и впадает в Тихий океан на пляже Кудзюкури в деревне Тесей.

## Посёлки и сёла
- Тёнан
- Итиномия
- Муцудзава
- Нагара
- Сирако
- Тёсей